# Hervé Renard
Hervé Renard (Èx-los-Bens, 30 de setembre de 1968) és un entrenador i exjugador de futbol francès. Actualment, és el seleccionador nacional de l'Aràbia Saudita.
Amb una llarga carrera a les banquetes de les seleccions africanes, amb anterioritat va ser seleccionador nacional de Zàmbia, amb qui va guanyar Copa d'Àfrica de 2012, competició que tornaria a guanyar en l'edició de 2015, aquest cop entrenant la selecció de Costa d'Ivori, convertint-se en el primer entrenador en guanyar dues vegades la Copa d'Àfrica amb dues seleccions diferents.

## Palmarès
Com a entrenador:
Zàmbia
- Copa d'Àfrica de Nacions: 2012

Costa d'Ivori
- Copa d'Àfrica de Nacions: 2015